# Ripoll Motor Club
El Ripoll Motor Club és una entitat esportiva catalana dedicada al motociclisme amb seu a Ripoll. Organitza l'Obert de trial de Ripoll, puntuable per al Campionat de Catalunya de trial, el Trial de Clàssiques i Trial del Gall, puntuable per a les Copes de Catalunya i d'Espanya de trial clàssiques.